# Giampaolo Pazzini
Giampaolo Pazzini (auch genannt il Pazzo (dt. der Verrückte)), (* 2. August 1984 in Pescia) ist ein ehemaliger italienischer Fußballspieler.

## Karriere

### Im Verein
Giampaolo Pazzini begann seine Karriere in der Jugend von Atalanta Bergamo, für dessen Profimannschaft er in der Saison 2003/04 in der Serie B debütierte. Er lief in jener Spielzeit in 39 Ligapartien auf und erzielte neun Tore. Nachdem er mit Atalanta den Aufstieg in die Serie A sicherstellen konnte, absolvierte er in der Spielzeit 2004/05 noch zwölf Ligaspiele für Atalanta. Im Januar 2005 wechselte er zum Ligakonkurrent AC Florenz. Dort kam er regelmäßig zum Einsatz und sollte in die Fußstapfen des zum FC Bayern München abgewanderten Luca Toni treten, in dessen Schatten er bis 2007 stand. Kurz nach Tonis Abgang verlängerte Pazzini im Juli 2007 seinen Vertrag bis 2011. Auf die Frage, welchen neuen Stürmer-Star man als „Toni-Ersatz“ kaufen wolle, antwortete der Präsident des AC Florenz: „Wir holen keinen neuen Toni, wir haben schon einen, nämlich Giampaolo Pazzini!“.
In der Saison 2008/09 kam Giampaolo Pazzini nach der Verpflichtung von Alberto Gilardino in Florenz häufig nur noch als Einwechselspieler zum Einsatz und erzielte nur ein Tor. Deshalb wechselte er am 14. Januar 2009 für acht Millionen Euro zum Ligakonkurrenten Sampdoria Genua. Im Gegenzug lieh die Fiorentina den Genoveser Angreifer Emiliano Bonazzoli bis zum Saisonende aus. Pazzini erzielte in der zweiten Halbserie der Saison elf Treffer in 19 Partien und trug so mit Sturmpartner Antonio Cassano maßgeblich zum Klassenerhalt der Blucerchiati bei. In der Saison 2009/10 hatte dieses Sturmduo großen Anteil daran, dass Sampdoria den vierten Tabellenplatz und somit die Qualifikation zur Champions League erreichte. Pazzini steuerte zu diesem Erfolg 19 Ligatore bei.
Am 28. Januar 2011 wechselte Pazzini zum italienischen Meister Inter Mailand. Sampdoria erhielt im Gegenzug Jonathan Biabiany und etwa zwölf Millionen Euro. Gleich bei seinem Pflichtspieldebüt für die Mailänder erzielte Pazzini, obwohl erst in der zweiten Halbzeit eingewechselt, zwei Tore und trug somit maßgeblich zum 3:2-Erfolg seiner Mannschaft über den US Palermo bei. Insgesamt erzielte er in der zweiten Saisonhälfte elf Treffer für Inter, was beim Verein und seinen Fans große Erwartungen für die Saison 2011/12 weckte. Diese konnte der Stürmer allerdings nicht erfüllen: In 40 Pflichtspielauftritten erzielte er lediglich acht Tore.
Zur Saison 2012/13 wechselte Pazzini für sieben Millionen Euro zum Stadtrivalen AC Mailand. Im Gegenzug wechselte Milan-Stürmer Antonio Cassano zu Inter.
Im Sommer 2015 wechselte Pazzini zu Hellas Verona. Im Januar 2018 wurde Pazzini an UD Levante verliehen. 2020 beendete Pazzini seien aktive Spielerkarriere.

### In der Nationalmannschaft
Giampaolo Pazzini erzielte am 24. März 2007 beim 3:3-Remis der U-21-Nationalmannschaften von Italien und England bereits nach 25 Sekunden das erste Tor im neu gebauten Wembley-Stadion. Er erzielte alle drei italienischen Treffer in diesem Spiel. Insgesamt spielte er 22 mal in der italienischen U-21-Nationalmannschaft und erzielte dabei fünf Tore.
Am 28. März 2009 debütierte Giampaolo Pazzini unter Marcello Lippi in der italienischen A-Nationalmannschaft. Er wurde beim 2:0-Sieg im WM-Qualifikationsspiel gegen Montenegrinische Fußballnationalmannschaft in der 59. Minute für Vincenzo Iaquinta eingewechselt und erzielte nach nur 15 Minuten sein erstes Länderspieltor. Nur drei Tage später, am 1. April 2009, stand Pazzini im Spiel gegen Irland zum ersten Mal von Beginn an für die Squadra Azzurra auf dem Feld. Dabei wurde der Italiener vom deutschen Schiedsrichter Wolfgang Stark wegen eines Ellenbogenchecks gegen den Iren John O’Shea nach drei Minuten vom Platz gestellt.

## Erfolge
Im Verein 
- Aufstieg in die Serie A: 2003/04, 2016/17, 2018/19
- Italienischer Pokalsieger: 2010/11

 In der Nationalmannschaft 
- U-19-Europameister: 2003

 Persönliche Ehrungen 
- Italiens Nachwuchsspieler des Jahres: 2005
- Torschützenkönig der Serie B: 2016/17

## Verweise